# سیاوش اسعدی
سیاوش اسعدی کارگردان و فیلم‌نامه‌نویس ایرانی است.

## فیلم‌شناسی

### کارگردان
- غریزه (۱۴۰۰)[۲]
- درخونگاه (۱۳۹۶)
- جیب بر خیابان جنوبی (۱۳۹۰)
- حوالی اتوبان (۱۳۸۷)

### نویسنده
- درخونگاه (۱۳۹۶)
- جیب بر خیابان جنوبی (۱۳۹۰)

### طرح او داستان از
- حوالی اتوبان (۱۳۸۷)

## اتهام تجاوز
در مستند uncut ریحانه پارسا اتهامی به اسعدی مبنی بر سوءاستفاده جنسی وارد کرد که در آن زمان فقط ۱۶ سال داشت.

## جوایز
- تندیس بیستمین جشن حافظ جایزه ویژهٔ هیئت داوران برای کارگردانی فیلم درخونگاه[۴]
- تندیس بهترین کارگردانی از چهارمین جشن انجمن منتقدان و نویسندگان سینمای ایران برای حوالی اتوبان
- جایزه بهترین کارگردانی در بخش تجلی اراده ملی از بیست و هشتمین جشنواره فیلم فجر برای حوالی اتوبان